# Modelo de diátesis-estrés

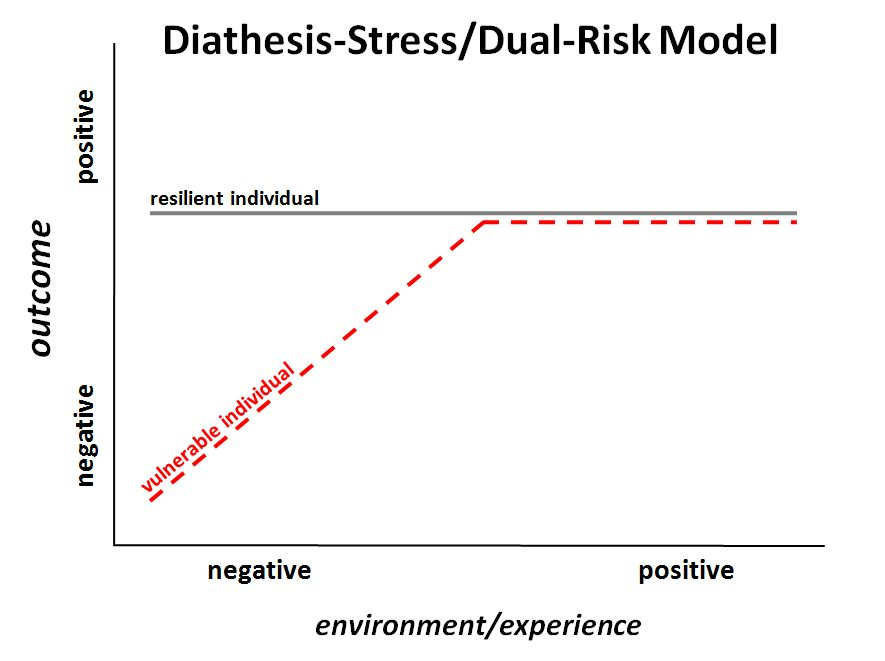
Esquema del modelo diátesis-estrés.

El Modelo de diátesis-estrés es una teoría psicológica que explica la conducta como un resultado tanto de factores biológicos y genéticos (lo "innato") como de experiencias vitales (lo "adquirido"). Esta teoría a veces se usa para describir la aparición de trastornos mentales como la esquizofrenia, que se producen por la interacción de una predisposición hereditaria vulnerable, con sucesos que precipitan la aparición del trastorno procedentes del ambiente. Esta teoría se introdujo originalmente como un medio de explicar algunas de las causas de la esquizofrenia.(Zubin & Spring, 1977).

## Vulnerabilidad / Predisposición
En el modelo de diátesis-estrés, una vulnerabilidad genética o predisposición (diátesis) interactúa con el ambiente y con los sucesos vitales (estresantes) para desencadenar conductas o trastornos psicológicos. Cuanto mayor sea la vulnerabilidad subyacente, menos estrés se necesita para desencadenar la conducta/trastorno. Y a la inversa, cuanto menor sea la contribución genética será mayor el estresante necesario para producir un resultado particular. Incluso así, alguien con una diátesis que le lleve a un trastorno no tendrá necesariamente que desarrollar el trastorno. Tanto la diátesis como el estrés son necesarios para que esto suceda.

## Reformulación
El modelo de diátesis-estrés ha sido reformulado en los últimos 20 años bajo la forma de un modelo de estrés-vulnerabilidad-factores protectores, en particular por el Dr. Robert P. Liberman y sus colegas del campo de la rehabilitación psiquiátrica en el año 1977. 

## Efectos
Este modelo tiene profundos beneficios para las personas que tienen enfermedades mentales severas y persistentes. Esto ha estimulado la investigación sobre los estresantes comunes que experimentan los pacientes con trastornos como la esquizofrenia. Y lo que es más importante, también ha estimulado la investigación y el tratamiento de cómo mitigar este estrés y por tanto reducir la expresión de la diátesis desarrollando factores de protección. Entre estos se encuentran una psicofarmacología rigurosa y llena de matices, adquisición de competencias (en especial la resolución de problemas y competencias en comunicación básica) y el desarrollo de sistemas de soporte para las personas que padecen estas enfermedades. Y lo que es más importante, el modelo de estrés-vulnerabilidad-factores de protección ha permitido que los trabajadores de la salud mental, las familias y los clientes creen un perfil personal sofisticado de lo que ocurre cuando la persona tiene un funcionamiento pobre (la diátesis), qué es lo que le afecta (los estresantes) y qué es lo que le ayuda (factores de protección). Esto ha producido intervenciones más humanas, eficaces, eficientes y autorizadas.